# Benjamin Kigen
Benjamin Kigen (* 5. Juli 1993 im Baringo County) ist ein kenianischer Leichtathlet, der sich auf den Hindernislauf spezialisiert hat. 2019 gewann er die Goldmedaille bei den Afrikaspielen in Rabat.

## Sportliche Laufbahn
Benjamin Kigen stammt aus dem Baringo County im Westen Kenias. Er startete zunächst über Distanzen von 1500 bis 5000 Meter, bevor er 2016 sich auf den 3000-Meter-Hindernislauf spezialisierte. 2017 nahm er an den Ausscheidungswettkämpfen für die Weltmeisterschaften in London teil, wurde dort allerdings im entscheidenden Lauf Vierter und verpasste so die Qualifikation. Einen Monat verbesserte er sich bei einem Wettkampf in Monaco auf eine Zeit von 8:11,38 min. 2018 verbesserte er sich auf eine Zeit von 8:06,19 min.
Im Juli 2019 stellte er beim Diamond-League-Meeting in Monaco seine aktuelle Bestzeit von 8:05,12 min auf und schaffte durch weitere gute Platzierungen endgültig den Sprung in die Weltspitze. Im August wurde er Kenianischer Meister und feierte nur eine Woche später mit dem Sieg bei den Afrikaspielen in Rabat seinen größten sportlichen Erfolg. Zudem gelang ihm die Qualifikation für die Weltmeisterschaften in Doha. Den Vorlauf überstand er souverän und belegte im Finale in 8:06,95 min schließlich den siebten Platz.
Im August 2021 gelang ihm bei den Olympischen Sommerspielen in Tokio mit Platz 3 über die 3000 Meter Hindernis sein bisher größter Erfolg. Ein Jahr darauf, startete er auf Mauritius zum ersten Mal bei den Afrikameisterschaften. Bei seinem Debüt belegte er den sechsten Platz. Trotz seines siebten Platz bei den kenianischen Ausscheidungswettkämpfen wurde er als Dritter den nationalen Meisterschaften für die Weltmeisterschaften nominiert. Er trat dort im dritten der insgesamt drei Vorläufe an, verpasste darin als Siebter den Einzug in das Finale.

## Wichtige Wettbewerbe
| Jahr              | Veranstaltung           | Ort               | Platz             | Disziplin         | Zeit              |
| Startet für Kenia | Startet für Kenia       | Startet für Kenia | Startet für Kenia | Startet für Kenia | Startet für Kenia |
| ----------------- | ----------------------- | ----------------- | ----------------- | ----------------- | ----------------- |
| 2019              | Afrikaspiele            | Rabat             | 1.                | 3000 m Hindernis  | 8:12,39 min       |
| 2019              | Weltmeisterschaften     | Doha              | 7.                | 3000 m Hindernis  | 8:06,95 min       |
| 2021              | Olympische Sommerspiele | Tokio             | 3.                | 3000 m Hindernis  | 8:11,45 min       |
| 2022              | Afrikameisterschaften   | Port Louis        | 6.                | 3000 m Hindernis  | 8:38,83 min       |
| 2022              | Weltmeisterschaften     | Eugene            | 19.               | 3000 m Hindernis  | 8:22,52 min       |

## Sonstiges
Kigen wird von Amos Kirui, zusammen mit Isaac Rono, in Ngong, in der Nähe der kenianischen Hauptstadt Nairobi, trainiert. Er dient als Soldat der Kenya Defence Forces.

## Persönliche Bestleistungen
- 1500 m: 3:36,36 min, 14. Juli 2017, Madrid
- 3000 m Hindernis: 8:05,12 min, 20. Februar 2016, Bondo